# Frontina latifascia
Frontina latifascia là một loài ruồi trong họ Tachinidae.